# Rath (Düsseldorf)
Pour les articles homonymes, voir Rath.
Rath est un quartier de la ville de Düsseldorf, en Allemagne. Situé au nord de la ville à cinq kilomètres du centre-ville, il compte 20 483 habitants pour 10,43 km².

## Histoire
Rath est mentionné dès 1224, un document de l’abbaye de Kaiserswerth y autorisant alors la construction d’une chapelle.
Le village est marqué par les activités rurales jusqu’en 1897 et l’implantation de la tuberie Mannesmann (Mannesmann-Röhrenwerke, ayant fait partie du groupe Vallourec jusqu'en 2022) qui lui donne jusqu’à nos jours un caractère industriel.
En 1909 la municipalité de Rath est intégrée à Düsseldorf en même temps que celles voisines de Unterrath et Lichtenbroich (à leur demande).
Lors de la Seconde Guerre mondiale l’usine Mannesmann fait l’objet de plusieurs bombardements alliés, notamment à la Pentecôte (le 12 juin) 1943, qui dévastent également les quartiers environnants.

## Monuments
- L'église Saint-Joseph d’Oberrath.
- Le PSD Bank Dome ou évolue le Düsseldorfer EG
- Hôpital Augusta

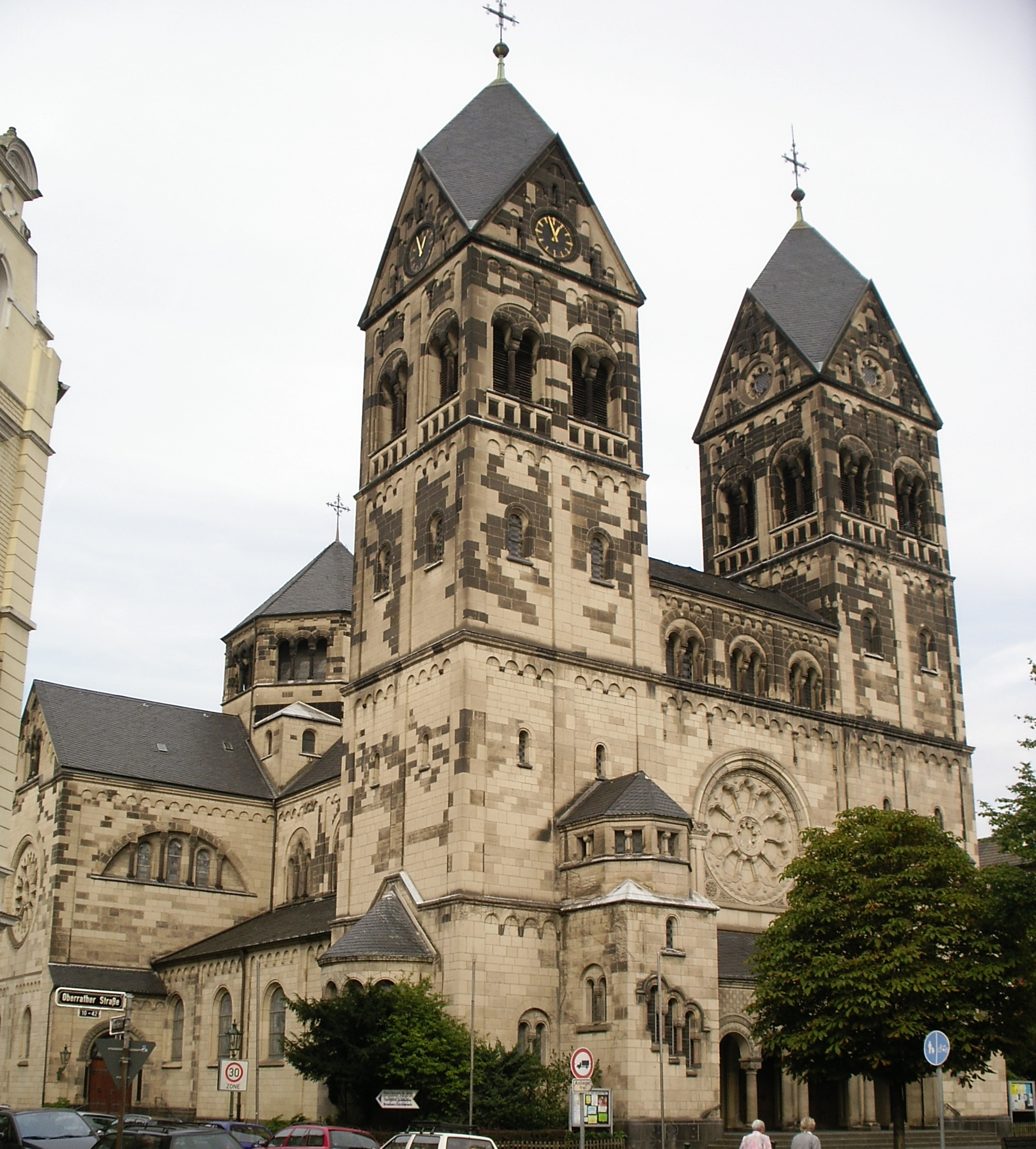
Église catholique Saint-Joseph.
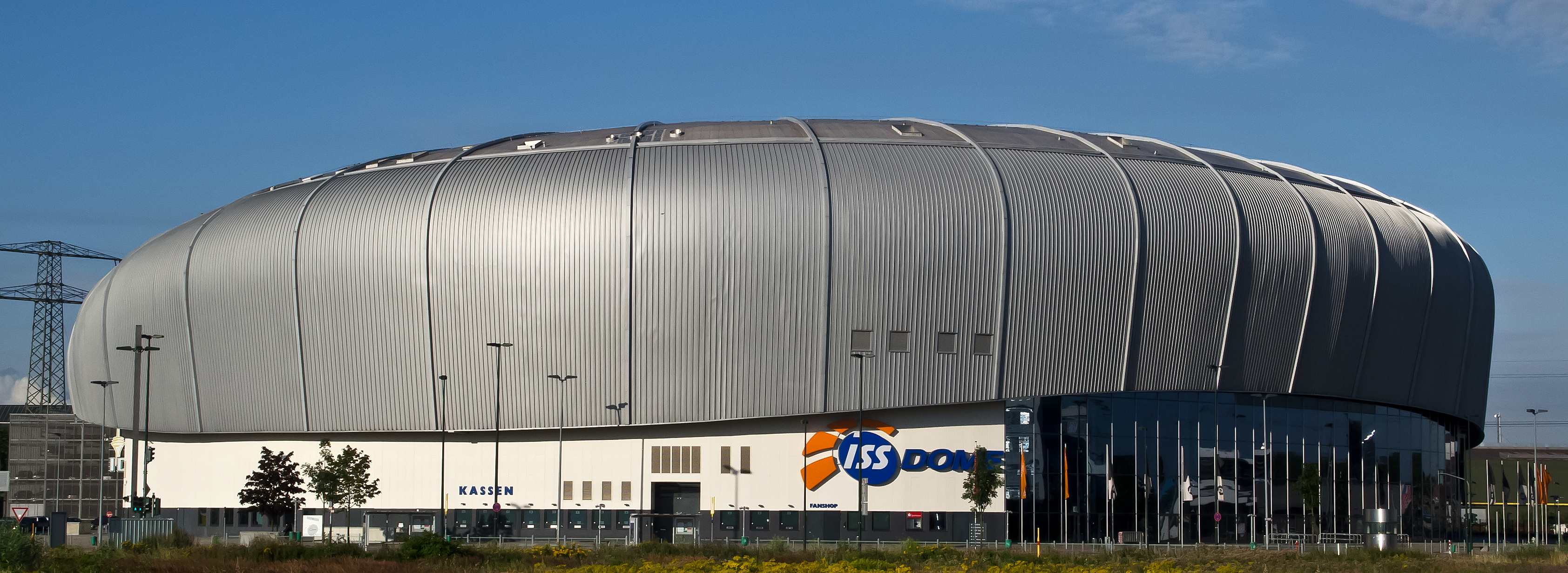
PSD Bank Dome, appelé ISS Dome en 2021.
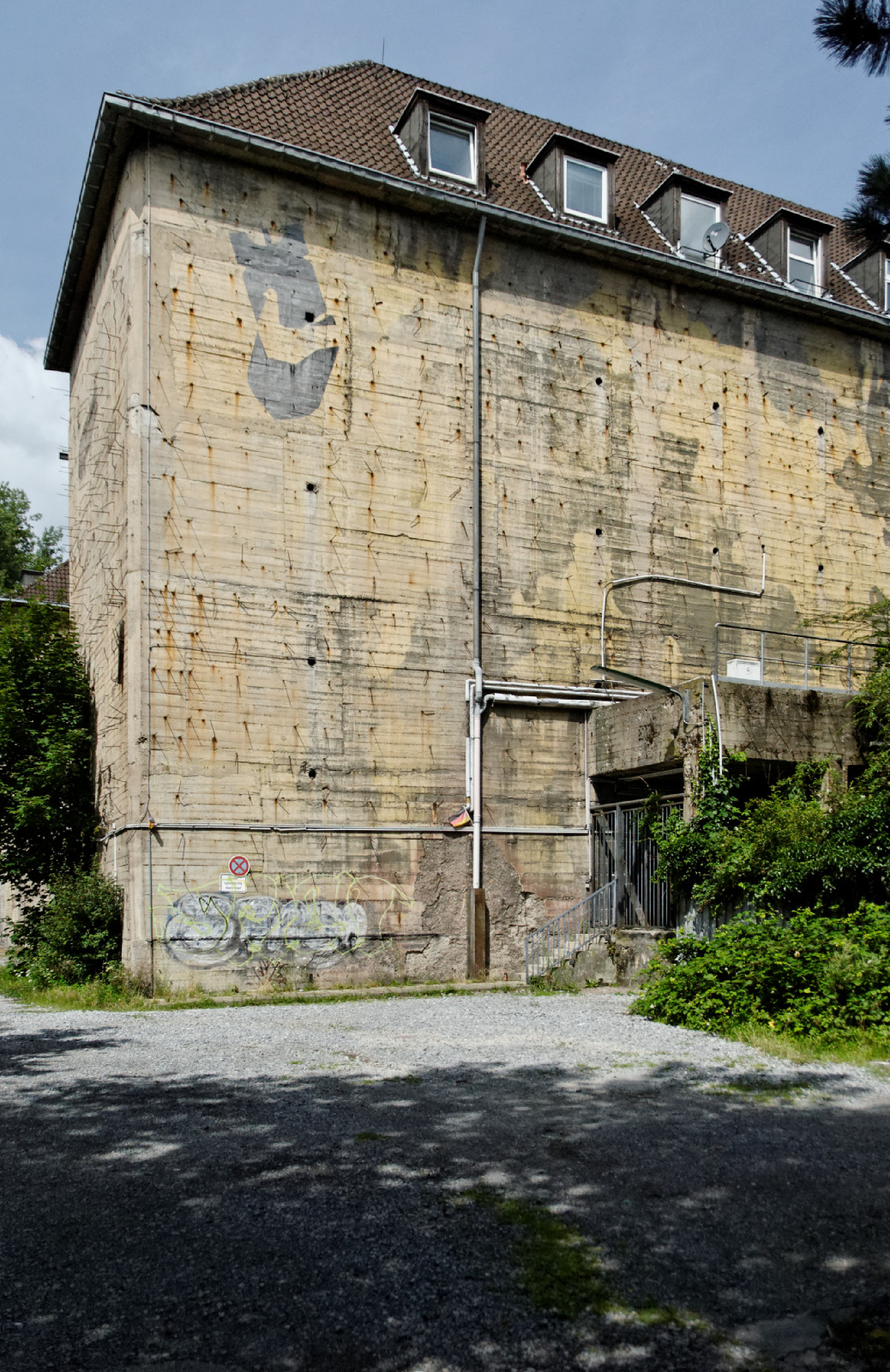
Abri anti-aérien de la Seconde Guerre mondiale.
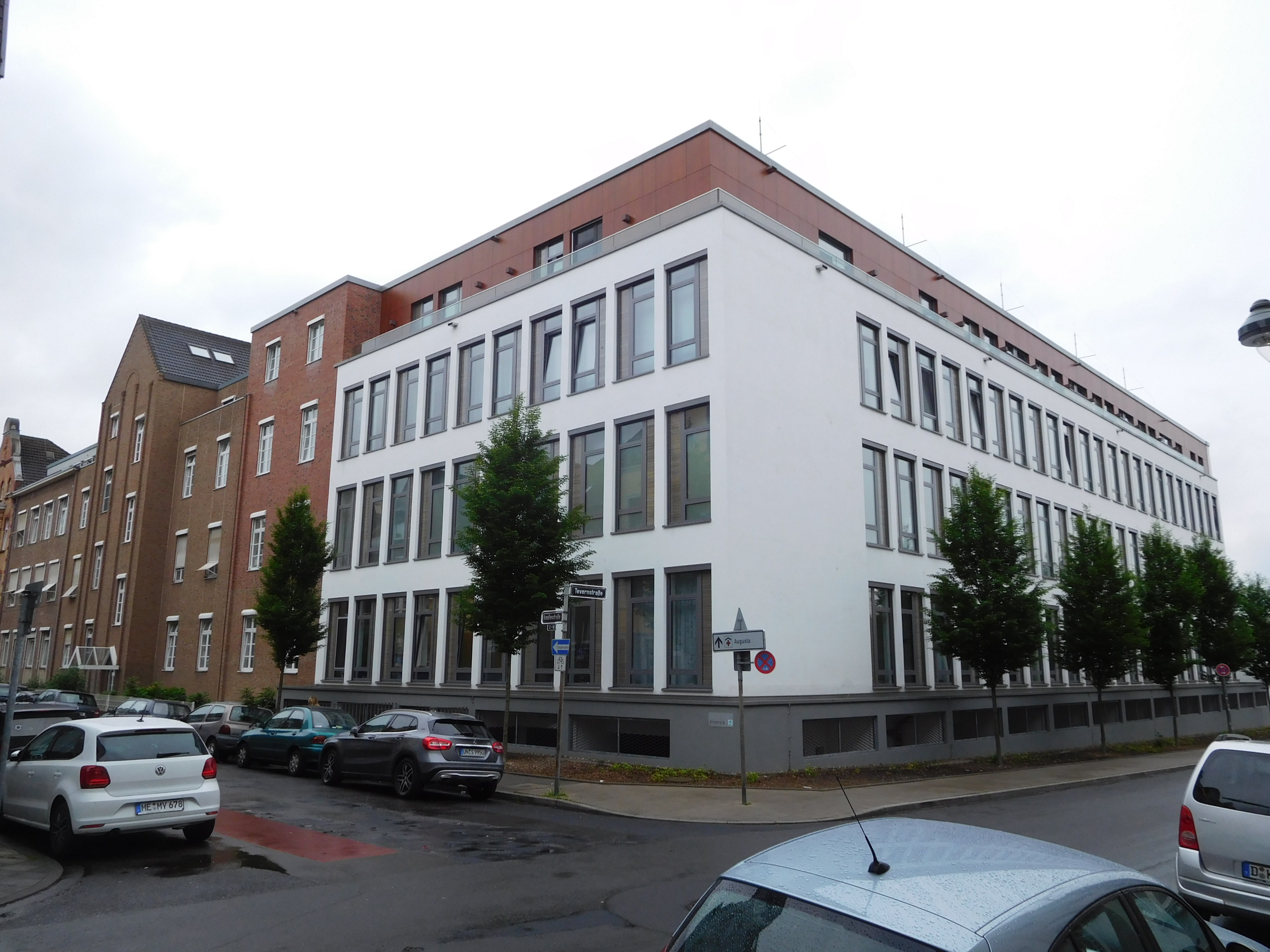
Hôpital Augusta.

## Transport
Rath est relié aux autoroutes A 44 et A 52. Le quartier est de plus traversé par la S-Bahn S 6, les lignes de tramway 701, de métro léger U71 et U72 ainsi que les lignes de bus 730, 775 et 776.